# عین الحجر
عین الحجر (به عربی: عین الحجر) یک شهرداری در الجزایر است که در استان بویره واقع شده‌است.

## خصوصیات
عین الحجر ۹٬۲۶۰ نفر جمعیت دارد.